# Фредерико, Карлос Ренато
Карлос Ренато Фредерико (порт.-браз. Carlos Renato Frederico; 21 февраля 1957, Морунгаба, Бразилия) — бразильский футболист, играл на позиции полузащитника.
Выступал за национальную сборную Бразилии.
Двукратный победитель Лиги Паулиста. Чемпион Японии.

## Клубная карьера
Во взрослом футболе дебютировал в 1975 году выступлениями за команду клуба «Гуарани» (Кампинас), в котором провёл пять сезонов, приняв участие в 80 матчах чемпионата.
Своей игрой за эту команду привлёк внимание представителей тренерского штаба клуба «Сан-Паулу», к составу которого присоединился в 1980 году. Сыграл за команду из Сан-Паулу следующие четыре сезона своей игровой карьеры. Большую часть времени, проведённого в составе «Сан-Паулу», был основным игроком команды.
Впоследствии с 1985 по 1996 год играл в составе команд клубов «Ботафого», «Атлетико Минейро», «Ниссан Моторс», «Касива Рейсол» и «Понте-Прета».
Завершил профессиональную игровую карьеру в клубе «Таубате», за команду которого выступал в течение 1997 года.

## Выступления за сборную
В 1979 году дебютировал в официальных матчах в составе национальной сборной Бразилии. В течение карьеры в национальной команде, которая длилась 14 лет, провёл в форме главной команды страны двадцать два матча, забив три гола.
В составе сборной был участником розыгрыша Кубка Америки 1979 года в разных странах, на котором команда завоевала бронзовые награды, чемпионата мира 1982 года в Испании, розыгрыша Кубка Америки 1983 года в разных странах, где вместе с командой завоевал «серебро».

## Достижения

### Командные
- Победитель Лиги Паулиста:

«Сан-Паулу»: 1980, 1981
- Чемпион Японии:

### Личные
- Лучший бомбардир чемпионата Японии

1989—1990 (17), 1990—1991 (10)